# Hibridación (biología molecular)
La hibridación de ácidos nucleicos (ADN o ARN) es un proceso por el cual se combinan dos cadenas de ácidos nucleicos para crear a un híbrido con capacidades alocadas
antiparalelas y con secuencias de bases complementarias en una única molécula de doble cadena, que toma la estructura de doble hélice, donde las bases nitrogenadas quedan ocultas en el interior. Esto hace que si irradiamos la muestra con la longitud de onda a la que absorben estas bases (260 nm), la absorción de energía será mucho menor si la cadena es doble que si se trata de la cadena sencilla, ya que en esta última los dobles enlaces de las bases nitrogenadas, que son las que captan la energía, están totalmente expuestos a la fuente emisora de energía. Su conocimiento también ha hecho posible el desarrollo de una técnica muy útil, llamada hibridación in situ. 
Los nucleótidos se unirán con sus complementarios bajo condiciones normales:
A=T; A=U; C≡G; G≡C; T=A o U=A
Así que dos cadenas perfectamente complementarias se unirán la una a la otra rápidamente. Por el contrario, debido a las diferentes geometrías de los nucleótidos, una simple variación de las parejas anteriores lleva a inconsistencias entre las cadenas y dificultará la unión.
El proceso de hibridación no se puede revertir simplemente calentando la disolución que contiene la molécula. El porcentaje de GC dentro de la cadena condiciona la temperatura de alineamiento y de desnaturalización ya que G se une a C mediante tres puentes de hidrógeno y A se une a U o T mediante dos puentes de hidrógeno; por tanto, y dado que se requiere más energía para romper tres enlaces que para romper dos, dicha energía se traduce en una mayor temperatura. El %GC no es igual para todas las especies, es más, el %GC es distinto incluso entre el ADN nuclear y el ADN mitocondrial, lo que nos da bastante juego en los protocolos de extracción de ADN, según qué tipo vamos a estudiar y esto es importante, entre otros motivos porque existen enfermedades genéticas debidas a mutaciones en el ADN mitocondrial. 
En biología molecular experimentalmente se llevan a cabo dos tipos diferentes de hibridación: Tipo Southern, para uniones ADN-ADN y tipo Northern blot, para uniones ADN-ARN.
1. La hélice de doble cadena (ADN) se separa mediante un proceso físico (calor) o químico (con una base fuerte, como la sosa cáustica). Esto rompe los enlaces por puente de hidrógeno que mantienen unidas las dos hebras del ADN.
2. Las dos hebras complementarias se separan, el ADN se desnaturaliza.
3. Una muestra de cadenas simples (o desnaturalizadas) se mezcla con otra muestra de cadenas simples.
4. La muestra combinada se enfría lentamente, las moléculas sencillas se van emparejando por las zonas complementarias (más estables termodinámicamente) y se va formando una nueva molécula hibridada

La velocidad de hibridación es un indicativo de la similitud genética entre las dos muestras. El porcentaje de similitud genómica y la velocidad de hibridación es directamente proporcional.

## Métodos de laboratorio
Existen tres tipos de hibridaciones de ácidos nucleicos que se usan frecuentemente en los laboratorios que utilizan técnicas de biología molecular.
Ambos métodos utilizan una cadena sencilla de ADN marcada por un método físico-químico, bien sea con radiactividad o bien con un fluorocromo. Esta cadena tiene una secuencia de nucleótidos conocida y se utiliza como sonda para detectar otras moléculas de ARN o ADN de cadena sencilla de secuencia parecida.

### Southern
El método tipo Southern o Southern blot fue desarrollado para la detección de genes específicos en el ADN celular.

El ADN es digerido con una enzima de restricción y los fragmentos son separados por tamaños mediante electroforesis en un gel. A continuación los fragmentos de ADN de doble cadena son desnaturalizados mediante un proceso químico separando las dos hebras componentes del ADN en sus cadenas sencillas. Posteriormente, el ADN inserto en el gel es transferido a un filtro de nitrocelulosa, con lo que en el filtro queda representada una réplica de la disposición de los fragmentos de ADN presentes en el gel. A continuación el filtro se incuba durante un tiempo con la sonda marcada (radiactivamente o con un fluorocromo); durante la incubación la sonda se va hibridando con las moléculas de ADN de cadena sencilla de secuencia complementaria (o muy parecida). La sonda unida al fragmento de ADN complementario se puede visualizar en el filtro de una forma sencilla mediante una exposición a una película de rayos X para el caso de sondas radiactivas o con una película sensible a la luz, para el caso de sondas con fluorocromo

### Northern
El segundo método, tipo Northern blot o Northern, se utiliza para identificar las cadenas de ARN de secuencia semejante al ADN que se usa como sonda; a diferencia del tipo Southern que se utiliza para identificar ADN, el método Northern sirve para identificar ARN.
El ARN se extrae y se fracciona en tamaños variables mediante una electroforesis en gel de poliacrilamida en unas condiciones que mantengan las cadenas de ARN en estado desnaturalizado. El proceso continúa de forma semejante a la hibridación de tipo Southern.
El método del Northern se utiliza muy frecuentemente para realizar estudios de expresión génica; para conocer qué genes están activos formando ARN mensajero en qué condiciones, en qué tejidos o tipos celulares.

### Hibridaciónin situ
Un desarrollo de las técnicas de preparación y fijación de materiales biológicos para su observación al microscopio, junto con el desarrollo de técnicas de hibridación tipo Northern ha llevado a poder realizar la hibridación de las sondas directamente sobre tejidos de material orgánico. Utilizando técnicas inmunohistoquímicas se puede conocer la localización precisa de los tejidos y células que están expresando los genes de secuencia complementaria a las sondas utilizadas. También en esta categoría destaca el FISH, técnica de hibridación in situ, donde las sondas son secuencias de ADN marcadas que se unen a secuencias de ADN conocidas dentro del cromosoma, con las que comparte un alto grado de similitud y que podemos observar con un microscopio óptico de fluorescencia.

## Chip de ADN
El siguiente paso en el desarrollo de técnicas de hibridación ha llevado a la miniaturización de los filtros de nitrocelulosa y a la utilización de matrices microscópicas en forma de chip de ADN.
De esta manera se pueden colocar en una matriz una inmensa cantidad de copias génicas diferentes  y mediante un proceso de hibridación detectar todas aquellas que tienen una secuencia parecida.
Modificando las características de las moléculas presentes en la matriz así como cambiando las sondas utilizadas, las posibilidades de análisis de expresión que proporcionan los chips de ADN son enormes.

## PCR
La PCR, o Reacción en Cadena de la Polimerasa, utiliza un paso de hibridación de oligonucleótidos para completar el proceso. Entre el paso de desnaturalización de las hebras del ADN y antes del paso de extensión del cebador hay un paso de unión de los cebadores a la hebra de secuencia complementaria mediante una hibridación de ADN. Es el paso de menor temperatura de la PCR y el que marca la especificidad de la reacción. 

## Terminología
Según el Servicio de Consultas Lingüísticas de la RAE (2012) son correctas en español las formas hibridar, hibridación y sus derivados, pero no es correcta la forma hibridización ni tampoco sus derivados.
- Datos: Q8223839